# Sept-Îles
Sept-Îles è una città del Canada nella regione della Côte-Nord della provincia del Québec, Canada. È la località più a Nord che sia collegata con strada asfaltata al resto della rete stradale del Québec. Stando all'ultimo censimento del Canada del 2011 la popolazione è di 25,686 abitanti. In lingua Innuit (popolazione nativa), la città era chiamata Uashat (baia).

## Storia ed Economia
I primi abitanti dell'area erano popolazioni indigene di diverse culture. Lo storico Montagnais e gli abitanti Innuit, che abitavano i luoghi all'arrivo degli Europei, la chiamavano Uashat ( "Grande baia"). Nel 1535 Jacques Cartier raggiunse le isole e registrò le prime informazioni su di esse chiamandole "les Yles Rondes" (le isole rotonde). Non fu il primo europeo a raggiungere l'area. infatti nel luogo trovò pescatori Baschi che ogni anno vi si recavano per la pesca di merluzzo e di balene.
I primi europei basarono la propria attività economica sulla pesca e il commercio di pellicce.
Louis Joliet stabilì regole nel commercio delle pellicce nel 1679.
Nel 1763 la Gran Bretagna conquistò il Canada sottraendola ai Francesi a seguito della vittoria nella guerra dei Sette Anni.
Il villaggio fu incluso in una municipalità nel 1885.
In quei tempi,  a causa dell'assenza di strade di accesso la città poté ottenere il primo molo nel 1908. Solo nel 1951 Sept-Iles fu incorporata in occasione del 30º anniversario dalla prima messa cattolica ivi celebrata. La città moderna crebbe rapidamente durante la costruzione delle Costa Nord del Québec e la costruzione della ferrovia del Labrador di 575 km che collegava la città con Shefferville più a Nord. La ferrovia fu costruita tra il 1950 e il 1954 dalla Iron Ore Company del Canada. Iron Ore utilizzava il ferro delle miniere vicino Shefferville, Wabush e Labrador per poi trasportarle su questa ferrovia e spedirle dal porto di Sept Iles. Le spedizioni dal porto risultarono essere un investimento importante diventando presto un porto di grande rilevanza. Grazie a quest'attività commerciale e le profonde acque del porto di Sept-Iles, il porto divenne il secondo più grande del Paese dopo Vancouver. L'importante progetto di ingegneria determinò un consistente aumento della popolazione e dell'edilizia. Si passò da 2 000 abitanti nel 1951 a 14.000 nel 1961 e 31.000 nel 1981. La diminuzione del prezzo del ferro in tutto il mondo ha tuttavia procurato negli ultimi decenni disoccupazione e un decremento della popolazione.

### Evoluzione demografica
Abitanti censiti